# وینسنت کلمن
وینسنت کلمن (انگلیسی: Vincent Coleman؛ ۱۶ فوریهٔ ۱۹۰۰ – ۲۶ اکتبر ۱۹۷۱) بازیگر، و بازیگر تئاتر آمریکایی دوران فیلم صامت اواخر دهه ۱۹۱۰ و اوایل دهه ۱۹۲۰ بود. از آثار اوست بازی در فیلم سالومه (۱۹۲۳).